# Woodstock - Tre giorni di pace, amore e musica
Woodstock - Tre giorni di pace, amore e musica (Woodstock) è un documentario del 1970 diretto da Michael Wadleigh e montato tra gli altri da Thelma Schoonmaker e Martin Scorsese. Racconta in maniera documentaristica il Festival di Woodstock avvenuto nell'agosto del 1969 a Bethel nello stato di New York. Realizzato prevalentemente montando immagini girate durante il concerto stesso ed interviste ad organizzatori, addetti ai lavori, pubblico ecc. Nel 1971 ha vinto l'Oscar al miglior documentario.

## Il film
Woodstock è un documentario americano che racconta l'omonimo Festival tenutosi a Bethel nell'agosto del 1969. Entertainment Weekly definì questo film il punto di riferimento per i film sui concerti e uno dei più interessanti documentari mai girati. Il film fu diretto da Michael Wadleigh e fu montato (tra gli altri) da Martin Scorsese e Thelma Schoonmaker; la Schoonmaker fu candidata per questo ai Premi Oscar.
Il film ricevette l'Oscar come miglior documentario e fu candidato anche per il miglior sonoro. Fu proiettato fuori concorso al 23º Festival di Cannes. Nel 1994 uscì una versione più lunga, di circa 225 minuti.
Entrambe le versioni non seguono la linea temporale del concerto. Tuttavia, l'apertura e la chiusura del film corrispondono a quella del concerto, Richie Havens lo aprì e Jimi Hendrix lo chiuse.
Nel 1996 Woodstock fu scelto per essere conservato nella National Film Registry della Biblioteca del Congresso poiché esso è "culturalmente, storicamente o esteticamente significativo".
Il 9 giugno 2009 è uscita una versione più lunga, sia in Blu-Ray che in DVD, con alcune scene non presenti nella versione precedente, incluse le versioni integrali delle esibizioni dei Creedence Clearwater Revival e altri.

## Riconoscimenti
- 1971 - Premio Oscar
  - Miglior documentario a Bob Maurice
  - Nomination Miglior montaggio a Thelma Schoonmaker
  - Nomination Miglior sonoro a Dan Wallin e L.A. Johnson

Nel 1996 è stato scelto per essere conservato nel National Film Registry della Biblioteca del Congresso degli Stati Uniti.

## Artisti in ordine di comparizione
| N°   | Gruppo / Cantante              | Titolo                                                                   |
| 1.*  | Crosby, Stills & Nash          | Long Time Gone                                                           |
| 2.*  | Canned Heat                    | Going Up the Country                                                     |
| 3.*  | Crosby, Stills & Nash          | Wooden Ships                                                             |
| 4.   | Richie Havens                  | Handsome Johnny                                                          |
| 5.   | Richie Havens                  | Freedom / Sometimes I Feel Like a Motherless Child                       |
| 6.   | Canned Heat                    | A Change Is Gonna Come **                                                |
| 7.   | Joan Baez                      | Joe Hill                                                                 |
| 8.   | Joan Baez                      | Swing Low Sweet Chariot                                                  |
| 9.   | The Who                        | We're Not Gonna Take It / See Me, Feel Me                                |
| 10.  | The Who                        | Summertime Blues                                                         |
| 11.  | Sha-Na-Na                      | At the Hop                                                               |
| 12.  | Joe Cocker and the Grease Band | With a Little Help from My Friends                                       |
| 13.  | Audience                       | Crowd Rain Chant                                                         |
| 14.  | Country Joe and the Fish       | Rock and Soul Music                                                      |
| 15.  | Arlo Guthrie                   | Coming into Los Angeles                                                  |
| 16.  | Crosby, Stills & Nash          | Suite: Judy Blue Eyes                                                    |
| 17.  | Ten Years After                | I'm Going Home                                                           |
| 18.  | Jefferson Airplane             | Saturday Afternoon / Won't You Try **                                    |
| 19.  | Jefferson Airplane             | Uncle Sam's Blues **                                                     |
| 20.  | John Sebastian                 | Younger Generation                                                       |
| 21.  | Country Joe McDonald           | FISH Cheer / Feel-Like-I'm-Fixing-to-Die-Rag                             |
| 22.  | Santana                        | Soul Sacrifice                                                           |
| 23.  | Sly and the Family Stone       | Dance to the Music / I Want to Take You Higher                           |
| 24.  | Janis Joplin                   | Work Me, Lord **                                                         |
| 25.  | Jimi Hendrix                   | Voodoo Child (Slight Return) (accreditata come Voodoo Chile nel film) ** |
| 26.  | Jimi Hendrix                   | The Star-Spangled Banner                                                 |
| 27.  | Jimi Hendrix                   | Purple Haze                                                              |
| 28.  | Jimi Hendrix                   | Woodstock Improvisation **                                               |
| 29.  | Jimi Hendrix                   | Villanova Junction                                                       |
| 30.* | Crosby, Stills, Nash & Young   | Woodstock / Find the Cost of Freedom **                                  |

* registrazione in studio

** seconda versione, non presente nella versione uscita nei cinema

## Artisti non presenti
- Sweetwater
- Incredible String Band
- Bert Sommer
- Tim Hardin
- Ravi Shankar
- Melanie
- Quill
- Keef Hartley
- Mountain
- Grateful Dead (sebbene l'intervista a Jerry Garcia sia presente)
- Creedence Clearwater Revival
- The Band
- Blood, Sweat & Tears
- Johnny and Edgar Winter
- Paul Butterfield

## Produzione
Il film fu girato a Bethel, prodotto da Bob Maurice e, associato, Dale Bell.

## Distribuzione
Il film fu distribuito dalla Warner Bros. e uscì in sala il 26 marzo 1970.

### Date di uscita
IMDb
- USA	26 marzo 1970
- Giappone	4 luglio 1970
- Finlandia	17 luglio 1970
- Germania Ovest	3 settembre 1970
- Italia  1 ottobre 1970
- Uruguay	2 ottobre 1970
- Argentina	15 ottobre 1970
- Spagna	17 maggio 1975
- UK	29 luglio 1994	 (director's cut)
- Paesi Bassi	18 agosto 1994	 (director's cut)
- Finlandia	19 agosto 1994	 (director's cut)
- Taiwan	17 luglio 2005	 (Hohaiyan Music Film Festival)
- Canada	settembre 2009	 (Toronto International Film Festival)
- Emirati Arabi Uniti	10 dicembre 2009	 (Dubai International Film Festival)

Alias
- Woodstock	USA (titolo originale)
- Woodstock	Finlandia / Grecia / Polonia / Spagna
- Woodstock: 3 días de paz y música	Argentina (titolo DVD) / Spagna (titolo DVD)
- Woodstock - 3 Dias de Paz, Amor e Música	Brasile
- Woodstock - 3 jours de paix et de musique	Canada (titolo Francese)
- Woodstock - Onde Tudo Começou	Brasile
- Woodstock, 3 días de música y amor	Uruguay (titolo alternativo)
- Woodstock: 25th Anniversary Edition	USA (titolo riedizione)
- Woodstock: 3 Days of Peace & Music	USA (versione più lunga)
- Woodstock: 3 Dias de Paz, Amor, e Música	Brasile
- Woodstock: tre giorni di pace, amore, e musica	Italia
- Woodstock: tre giorni di pace e musica    Italia (edizione blu ray)